# Маннарино, Адриан
Адриа́н Маннарино́ (фр. Adrian Mannarino; род. 29 июня 1988, Суази-су-Монморанси) — французский теннисист; победитель пяти турниров ATP в одиночном разряде; игрок сборной Франции в Кубке Дэвиса. 8 раз за карьеру заканчивал сезон в топ-50 мирового рейтинга.

## Общая информация
Адриан — один из пяти детей Флорана и Анни Маннарино; его братьев зовут Жюльен, Тома и Морган, а сестру — Ирис. Адриан и Морган с детства играют в теннис, а позже пробовали себя в протуре, но на высокий уровень вышел лишь Адриан, а его брат ограничился игрой на нескольких турнирах базовой серии.
Маннарино-младший впервые попробовал себя в теннисе в пять лет. Самой сильной стороной своей игры называет игру у сетки.

## Спортивная карьера

### Начало карьеры
Свой первый профессиональный турнир Маннарино провёл в 16 лет в Ла-Рош-сюр-Йон, где принял участие в турнире серии «фьючерс». Свой первый профессиональный сезон провёл в 2005 году, а в 2006 году, незадолго до своего 18-летия, выиграл в Мелилье и Санта-Крус-де-Тенерифе (Испания) свои первые «фьючерсы». В январе и феврале 2007 года с Жосленом Уанна завоевал первые титулы этого же уровня и в парном разряде.
В 2008 году Маннарино дошёл до полуфинала турнира АТР в Меце, победив в квалификационном и основном турнире трёх соперников из первой сотни рейтинга, а затем в Ренне впервые в карьере вышел в финал турнира серии «челленджер». Свой первый «челленджер» он выиграл незадолго до конца сезона в Джерси и закончил год в середине второй сотни рейтинга.
В начале 2009 года на Открытом чемпионате Австралии Маннарино впервые принял участие в турнире Большого шлема в основной сетке, но проиграл в первом же круге. В августе, после выхода во второй за год финал «челленджера» в Эль-Эспинаре, он впервые в карьере вошёл в число ста ведущих теннисистов мира, но до конца года в первой сотне остаться не сумел, закончив сезон уже в сентябре поражением в первом же круге турнира в Меце.

### 2010—2016
Новый этап профессионального роста начался для Маннарино во второй половине 2010 года. В это время он выиграл второй и третий «челленджеры» за карьеру и вышел во второй круг на Открытом чемпионате США, куда пробился через квалификацию и где его остановил Фернандо Вердаско — восьмой теннисист мира. В ноябре Маннарино вернулся в первую сотню в рейтинге. В 2011 году он уже в основном выступал в турнирах АТР и вышел во второй круг на Открытом чемпионате Австралии и на Уимблдонском турнире (проиграл Роджеру Федереру). Его лучшими результатами за сезон стали полуфинал в Йоханнесбурге и четвертьфиналы в Окленде (Новая Зеландия), где он обыграл в том числе 26-ю ракетку мира Хуана Монако, и на турнире в Лондоне накануне Уимблдона, где он победил подряд 16-го в мире Жиля Симона и 22-го в мире Хуана Мартина дель Потро. После Уимблдона Маннарино впервые в карьере вошёл в топ-50 рейтинга ATP.
После этого, однако, в выступлениях Маннарино наметился спад. Он окончил год на 87-м месте в рейтинге, на трёх турнирах Большого шлема подряд выбывал из борьбы уже в первом круге и к Открытому чемпионату США опустился в рейтинге в третью сотню. В Нью-Йорке француз уже был вынужден участвовать в квалификациионном отборе, который не сумел преодолеть, проиграв в последнем круге Маттиасу Бахингеру. За остаток года его лучшим результатом стал выход в финал «челленджера» в Стамбуле в середине сентября, на пути в который он одержал первую с января победу над соперником из первой сотни рейтинга. Возвращение в первую сотню рейтинга состоялось в 2013 году. Уже в начале сезона Маннарино выиграл два «челленджера», а затем на Уимблдоне вышел в четвёртый круг после побед над 50-й ракеткой мира Пабло Андухаром и 21-й ракеткой мира Джоном Изнером. На Открытом чемпионате США он тоже обыграл двоих подряд соперников из топ-50 (Орасио Себальоса и Сэма Куэрри), прежде чем проиграть Федереру. Сезон аргентинец окончил на 60-м месте в рейтинге, за год поднявшись в иерархии почти на 130 позиций.
В 2014 году Маннарино выиграл пять из семи «челленджеров», в которых принимал участие (на этом уровне он одержал 28 побед при 2 поражениях), а на всех четырёх турнирах Большого шлема достиг как минимум второго круга, окончив сезон в числе 50 лучших теннисистов мира и заработав более полумиллиона долларов. Уже в январе 2015 года он в новозеландском Окленде впервые за карьеру добрался до финала турнира основного тура АТР, уступив там Иржи Веселому; среди обыгранных на этом турнире соперников был занимавший 15-е место в рейтинге Роберто Баутиста Агут. На турнирах Мастерс в Индиан-Уэллс и Майами аргентинец дважды подряд вышел в четвёртый круг (во втором случае — после победы над 8-й ракеткой мира Станисласом Вавринкой), а в июле, занимая в рейтинге 33-е место, француз в Боготе вторично стал финалистом турнира основного тура АТР.
2016 год не принёс Маннарино новых финалов в основном туре АТР — его лучшими результатами стали полуфинал на Открытом чемпионате Ниццы и 11-й титул в «челленджерах», завоёванный в самом начале сезона. В то же время он достиг необычно высокого для себя результата в парах: на Открытом чемпионате Австралии Маннарино, до этого выигравший в мужском парном разряде на турнирах Большого шлема лишь один матч из десяти, пробился в полуфинал в паре с соотечественником Люка Пуем. Они победили последовательно 5-ю (Фабио Фоньини/Симоне Болелли), 12-ю и 1-ю (Хория Текэу/Жан-Жюльен Ройер) сеяные пары, прежде чем уступить будущим чемпионам Джейми Маррею и Бруно Соаресу.

### 2017—2019
2017 год стал для Маннарино годом прорыва в одиночном разряде. За сезон он выиграл 33 матча в турнирах АТР и Большого шлема; дважды играл в финалах турниров основного тура (Анталья в июне и Открытый чемпионат Японии в октябре); три раза обыгрывал по ходу турниров соперников из первой десятки рейтинга — Жо-Вильфрида Тсонга, Милоша Раонича и (в Токио) 5-ю ракетку мира Марина Чилича. На Уимблдоне француз повторил свой лучший результат в турнирах Большого шлема в одиночном разряде, когда дошёл до четвёртого круга после победы над 14-й ракеткой мира Гаэлем Монфисом. За год он заработал более миллиона долларов и окончил его на 28-м месте в рейтинге. В сентябре Маннарино был приглашён вместо травмированного Монфиса в сборную Франции на полуфинальный матч с сербами, но на корт не вышел.
На Открытом чемпионате Австралии 2018 года Маннарино сумел выйти в третий круг турнира, таким образом показав свой лучший результат в Мельбурне. После этого он провёл свои дебютные встречи в составе сборной Франции в Кубке Дэвиса в матче со сборной Нидерландов, сначала проиграв сопернику из четвёртой сотни рейтинга Тимо де Баккеру, но затем принеся команде решающее очко; его пятисетовый поединок с Робином Хасе длился 4 часа и 20 минут. На Открытом чемпионате Нью-Йорка в середине февраля Маннарино уступил в полуфинале 12-й ракетке мира Сэму Куэрри. Успешное начало года позволило ему в марте достичь в рейтинге 22-го места. Однако дальше этот успех развить не удалось: Маннарино получил травму, вынудившую его уже после Нью-Йорка сняться с турнира в Делрей-Биче. С последней декады апреля по середину июня он не выиграл ни одного матча, за это время выбыв из борьбы в первом круге четырёх турниров и во втором — в Хертогенбосе, где был освобождён от игры в первом. Травяной сезон для него сложился успешнее и включал пятый за карьеру финал турнира АТР (поражение в Анталье от Дамира Джумхура) и второй подряд выход в четвёртый раунд на Уимблдоне, где его остановил занимавший второе место в рейтинге Федерер. В августе-октябре снова последовала серия из шести поражений подряд, которую француз прервал на Кубке Кремля в Москве. Победив во втором круге 19-ю ракетку мира Марко Чеккинато, он во второй раз за сезон пробился в финал, уступив там местному фавориту Карену Хачанову. Это позволило Маннарино сохранить по итогам сезона место в топ-50 мирового рейтинга, однако вслед за успехом в Москве снова последовала серия неудач — до февраля 2019 года француз выиграл только одну встречу из восьми (в первом круге на турнире Мастерс в Париже).
Маннарино начал 2019 год с пяти поражений подряд, лишь в феврале пробившись в четвертьфинале турнира в Делрей-Биче, где проиграл занимающему 9-е место в рейтинге Джону Изнеру. Ему же француз уступил на следующей неделе в первом круге в Акапулько. В турнирах Большого шлема Маннарино по-прежему выступал неудачно (поражение во втором круге Открытого чемпионата Франции и в первом — на Уимблдоне и Открытом чемпионате США), но в июне в Хертогенбосе (Нидерланды) ему после шести поражений в финалах впервые за карьеру удалось выиграть турнир ATP. По ходу француз победил посеянного под вторым номером Борну Чорича — 14-ю ракетку мира (вторую победу в сезоне над этим же противником француз одержал в августе на Открытом чемпионате Канады). Осенью Маннарино потерпел ещё два поражения в финалах — в Чжухае от Алекса де Минора и в Москве от Андрея Рублёва. По пути в финал в Чжухае француз победил седьмую ракетку мира Стефаноса Циципаса.

### 2020—2021
В марте 2020 года Маннарино, занимавший в рейтинге ATP 41-е место, выиграл «челленджер» в Монтеррее (Мексика), где все его соперники располагались в рейтинге ниже 190-й позиции. Ни в одном матче по ходу турнира он не отдал соперникам больше 6 геймов. После перерыва в сезоне из-за пандемии COVID-19 французский теннисист проиграл в третьем круге трёх разных турниров (в том числе на Открытом чемпионате США) седьмой ракетке мира Алексу Звереву. Его лучшим результатом стал выход в финал турнира ATP в Нур-Султане, где его победил австралиец Джон Миллман. На исходе сезона он также дошёл до полуфинала турнира базовой категории ATP в Софии, где уступил будущему чемпиону Яннику Синнеру.
В Открытом чемпионате Австралии француз дошёл до третьего круга, проиграв там Звереву. После этого ему долгое время не удавалось выиграть ни в одном турнире больше одного матча. Лишь на турнире на Мальорке, предшествовавшем Уимблдону, Маннарино сумел выйти в полуфинал после трёх побед (в том числе во втором раунде против Доминика Тима, прекратившего борьбу из-за травмы кисти при счёте 5:2 в первом сете). На Открытом чемпионате Москвы Маннарино вышел в четвертьфинал после победы над 6-й ракеткой мира Андреем Рублёвым, но затем проиграл Ричардасу Беранкису, не входившему даже в топ-100 рейтинга. В конце сезона он принял участие в финальной части Кубка Дэвиса и выиграл одну из двух своих встреч в группе, но в стыковые матчи сборная Франции не вышла. Впервые за четыре года Маннарино ни разу не сыграл в финалах турниров ATP, но всё же окончил год в первой сотне рейтинга.

### 2022—2024
На Открытом чемпионате Австралии 2022 года Маннарино последовательно обыграл двух сеяных соперников — Хуберта Хуркача и Аслана Карацева (соответственно 11-я и 15-я ракетки мира) прежде чем в 4-м круге уступить 5-й ракетке мира и будущему чемпиону Рафаэлю Надалю. Француз, который перед этой игрой провёл на корте больше 4,5 часа против Карацева, навязал Надалю равную борьбу в первом сете, кульминацией которого стал 26-очковый тай-брейк, и не реализовал четыре сетбола. Однако во втором сете он был вынужден обратиться к врачу и в дальнейшем не мог успешно противостоять испанцу. После этого до лета Маннарино выступал малоуспешно, но в июне дошёл до полуфинала в Хертогенбосе после победы над 22-й ракеткой мира Алексом де Минором, а в августе в Уинстон-Сейлеме завоевал второй за карьеру титул, в полуфинале в двух сетах победив занимавшего 23-ю позицию в рейтинге Ботика ван де Зандсхюлпа. Это позволило ему завершить сезон в числе 50 лучших теннисистов мира.
2023 год француз начал неудачно, к весне опустившись в рейтинге в седьмой десяток, но в 3-м круге турнира Мастерс в Майами снова обыграл Хуркача, на тот момент 9-го в мире, и вернулся в топ-50. Накануне Уимблдона дошёл до финала в турнире базовой категории ATP на Мальорке. За вторую половину сезона завоевал три титула в турнирах ATP — больше, чем за всю предшествующую карьеру. Он также стал первым французским теннисистом, выигравшим за сезон три турнира, с 2017 года, когда этого результата добились Жо-Вильфрид Тсонга и Люка Пуй. Победы в Ньюпорте, Астане и Софии позволили Маннарино завершить сезон на 22-й позиции в рейтинге, высшей в карьере по итогам года.
В начале 2024 года, представляя с Каролин Гарсией сборную Франции, дошёл до полуфинала смешанного командного турнира United Cup, после чего вышел в четвёртый круг на Открытом чемпионате Австралии, где проиграл действующему чемпиону Новаку Джоковичу — 0:6, 0:6, 3:6. Эти результаты позволили французу войти в топ-20 мирового рейтинга и достичь в нём 17-й строчки. Однако с середины февраля до середины сентября Маннарино выиграл только три матча, потерпев за это время 20 поражений, и опустился в рейтинге до 46-го места. Осенью выступал несколько более успешно, но нигде не выходил дальше третьего круга и завершил сезон за пределами топ-50.

## Рейтинг на конец года
| Год  | Одиночный рейтинг | Парный рейтинг |
| ---- | ----------------- | -------------- |
| 2024 | 66                | 868            |
| 2023 | 22                | 279            |
| 2022 | 46                | 125            |
| 2021 | 71                | 164            |
| 2020 | 35                | 186            |
| 2019 | 43                | 227            |
| 2018 | 42                | 278            |
| 2017 | 28                | 286            |
| 2016 | 60                | 92             |
| 2015 | 47                | 220            |
| 2014 | 44                | 679            |
| 2013 | 59                | 799            |
| 2012 | 192               | 388            |
| 2011 | 87                | 561            |
| 2010 | 83                | 853            |
| 2009 | 179               |                |
| 2008 | 134               | 683            |
| 2007 | 324               | 366            |
| 2006 | 446               | 828            |
| 2005 | 903               |                |
| 2004 | 1119              | 1760           |

## Выступления на турнирах

### Финалы турнировATPв одиночном разряде (15)

#### Победы (5)
| Легенда                     |
| --------------------------- |
| Турниры Большого шлема (0)* |
| Итоговый турнир ATP (0)     |
| Мастерс (0)                 |
| АТР 500 (0)                 |
| АТР 250 (5)                 |

| Титулы по покрытиям | Титулы по месту проведения матчей турнира |
| ------------------- | ----------------------------------------- |
| Хард (3)*           | Зал (2)                                   |
| Грунт (0)           | Зал (2)                                   |
| Трава (2)           | Открытый воздух (3)                       |
| Ковёр (0)           | Открытый воздух (3)                       |

* количество побед в одиночном разряде.
| №  | Дата            | Турнир                  | Покрытие   | Соперник в финале | Счёт           |
| 1. | 16 июня 2019    | Хертогенбос, Нидерланды | Трава      | Джордан Томпсон   | 7-6(7) 6-3     |
| 2. | 27 августа 2022 | Уинстон-Сейлем, США     | Хард       | Ласло Дьёре       | 7-6(1) 6-4     |
| 3. | 23 июля 2023    | Ньюпорт, США            | Трава      | Алекс Микельсен   | 6-2 6-4        |
| 4. | 3 октября 2023  | Астана, Казахстан       | Хард (зал) | Себастьян Корда   | 4-6 6-3 6-2    |
| 5. | 11 ноября 2023  | София, Болгария         | Хард (зал) | Джек Дрейпер      | 7-6(6) 2-6 6-3 |

#### Поражения (10)
| №   | Дата             | Турнир                 | Покрытие   | Соперник в финале | Счёт        |
| 1.  | 17 января 2015   | Окленд, Новая Зеландия | Хард       | Иржи Веселый      | 3-6 2-6     |
| 2.  | 26 июля 2015     | Богота, Колумбия       | Хард       | Бернард Томич     | 1-6 6-3 2-6 |
| 3.  | 1 июля 2017      | Анталья, Турция        | Трава      | Юити Сугита       | 1-6 6-7(4)  |
| 4.  | 8 октября 2017   | Токио, Япония          | Хард       | Давид Гоффен      | 3-6 5-7     |
| 5.  | 30 июня 2018     | Анталья, Турция (2)    | Трава      | Дамир Джумхур     | 1-6 6-1 1-6 |
| 6.  | 21 октября 2018  | Москва, Россия         | Хард (зал) | Карен Хачанов     | 2-6 2-6     |
| 7.  | 29 сентября 2019 | Чжухай, Китай          | Хард       | Алекс де Минор    | 6-7(4) 4-6  |
| 8.  | 20 октября 2019  | Москва, Россия (2)     | Хард (зал) | Андрей Рублёв     | 4-6 0-6     |
| 9.  | 1 ноября 2020    | Нур-Султан, Казахстан  | Хард (зал) | Джон Миллман      | 5-7 1-6     |
| 10. | 1 июля 2023      | Мальорка, Испания      | Трава      | Кристофер Юбенкс  | 1-6 4-6     |

### Финалы челленджеров и фьючерсов в одиночном разряде (32)

#### Победы (20)
| Условные обозначения |
| Челленджеры (14)*    |
| Фьючерсы (6+4)       |

| Титулы по покрытиям | Титулы по месту проведения матчей турнира |
| ------------------- | ----------------------------------------- |
| Хард (20+2)*        | Зал (10+2)                                |
| Грунт (0+2)         | Зал (10+2)                                |
| Трава (0)           | Открытый воздух (10+2)                    |
| Ковёр (0)           | Открытый воздух (10+2)                    |

* количество побед в одиночном разряде + количество побед в парном разряде.
| №   | Дата             | Турнир                          | Покрытие   | Соперник в финале        | Счёт            |
| 1.  | 23 апреля 2006   | Мелилья, Испания                | Хард       | Комлави Логло            | 6-2 6-3         |
| 2.  | 24 июня 2006     | Санта-Крус-де-Тенерифе, Испания | Хард       | Альберт Рамос            | 6-0 6-2         |
| 3.  | 27 октября 2007  | Родез, Франция                  | Хард (зал) | Батист Дюпюи             | 6-1 6-2         |
| 4.  | 17 ноября 2007   | Сандерленд, Великобритания      | Хард (зал) | Кен Скупски              | 6-4 6-3         |
| 5.  | 26 января 2008   | Шеффилд, Великобритания         | Хард (зал) | Тимо Ниеминен            | 3-6 7-6(6) 6-2  |
| 6.  | 21 сентября 2008 | Плезир, Франция                 | Хард (зал) | Жан-Кристоф Форе         | 4-6 6-4 6-2     |
| 7.  | 16 ноября 2008   | Джерси                          | Хард (зал) | Андреас Бек              | 7-6(4) 7-6(4)   |
| 8.  | 15 августа 2010  | Стамбул, Турция                 | Хард       | Михаил Кукушкин          | 6-4 3-6 6-3     |
| 9.  | 10 октября 2010  | Монс, Бельгия                   | Хард (зал) | Стив Дарси               | 7-5 6-2         |
| 10. | 6 января 2013    | Нумеа, Франция                  | Хард       | Андрей Мартин            | 6-4 6-3         |
| 11. | 17 марта 2013    | Сараево, Босния и Герцеговина   | Хард (зал) | Дастин Браун             | 7-6(3) 7-6(2)   |
| 12. | 5 июля 2014      | Манта, Эквадор                  | Хард       | Гидо Андреосси           | 4-6 6-3 6-2     |
| 13. | 3 августа 2014   | Сеговия, Испания                | Хард       | Адриан Менендес-Масейрас | 6-3 6-0         |
| 14. | 14 сентября 2014 | Стамбул, Турция                 | Хард       | Тацума Ито               | 6-0 2-0 — отказ |
| 15. | 9 ноября 2014    | Ноксвилл, США                   | Хард (зал) | Сэмюэль Грот             | 3-6 7-6(6) 6-4  |
| 16. | 16 ноября 2014   | Шампейн, США                    | Хард (зал) | Фредерик Нильсен         | 6-2 6-2         |
| 17. | 9 января 2016    | Нумеа, Новая Каледония          | Хард       | Алехандро Фалья          | 5-7 6-2 6-2     |
| 18. | 8 января 2017    | Нумеа, Новая Каледония          | Хард       | Никола Милоевич          | 6-3 7-5         |
| 19. | 5 февраля 2017   | Кемпер, Франция                 | Хард (зал) | Петер Гоёвчик            | 6-4 6-4         |
| 20. | 8 марта 2020     | Монтеррей, Мексика              | Хард       | Александар Вукич         | 6-1 6-3         |

#### Поражения (12)
| №   | Дата             | Турнир                     | Покрытие    | Соперник в финале     | Счёт           |
| 1.  | 28 октября 2006  | Родез, Франция             | Хард (зал)  | Андрей Голубев        | 6-4 1-6 0-6    |
| 2.  | 23 сентября 2007 | Плезир, Франция            | Хард (зал)  | Тома Оже              | 6-7(3) 5-7     |
| 3.  | 21 октября 2007  | Ла-Рош-сюр-Йон, Франция    | Хард (зал)  | Лукаш Росол           | 3-6 6-3 4-6    |
| 4.  | 19 января 2008   | Сандерленд, Великобритания | Хард (зал)  | Ричард Блумфилд       | 4-6 3-6        |
| 5.  | 16 марта 2008    | Лилль, Франция             | Хард (зал)  | Клеман Ре             | 6-2 6-7(3) 5-7 |
| 6.  | 12 октября 2008  | Ренн, Франция              | Хард (зал)  | Жослан Уанна          | 2-6 3-6        |
| 7.  | 5 апреля 2009    | Сен-Бриё, Франция          | Грунт (зал) | Жослан Уанна          | 5-7 6-1 4-6    |
| 8.  | 9 августа 2009   | Сеговия, Испания           | Хард        | Фелисиано Лопес       | 3-6 4-6        |
| 9.  | 25 июля 2010     | Реканати, Италия           | Хард        | Штефан Боли           | 0-6 6-3 6-7(5) |
| 10. | 8 августа 2010   | Сеговия, Испания           | Хард        | Даниэль Химено-Травер | 4-6 6-7(2)     |
| 11. | 16 сентября 2012 | Стамбул, Турция            | Хард        | Дмитрий Турсунов      | 4-6 6-7(5)     |
| 12. | 21 апреля 2013   | Мехико, Мексика            | Хард        | Андрей Мартин         | 6-4 4-6 1-6    |

### Финалы турнировATPв парном разряде (1)

#### Поражения (1)
| №  | Дата           | Турнир            | Покрытие   | Партнёр       | Соперники в финале       | Счёт    |
| 1. | 9 октября 2022 | Астана, Казахстан | Хард (зал) | Фабрис Мартен | Никола Мектич Мате Павич | 4-6 2-6 |

### Финалы челленджеров и фьючерсов в парном разряде (5)

#### Победы (4)
| №  | Дата            | Турнир             | Покрытие   | Партнёр          | Соперники в финале                      | Счёт           |
| 1. | 4 февраля 2007  | Фёшероль, Франция  | Хард (зал) | Жослан Уанна     | Людвиг Пельрин Эдуар Роже-Васслен       | 6-4 7-5        |
| 2. | 11 февраля 2007 | Брессюир, Франция  | Хард (зал) | Жослан Уанна     | Айсам-уль-Хак Куреши Александр Ренар    | 6-7(5) 6-3 7-5 |
| 3. | 24 июня 2007    | Блуа, Франция      | Грунт      | Жослан Уанна     | Давид Марреро Даниэль Муньос-де ла Нава | 6-2 6-1        |
| 4. | 22 июля 2007    | Сен-Жерве, Франция | Грунт      | Жонатан Эйссерик | Иван Сергеев Леонарду Товариш           | 6-1 6-4        |

#### Поражения (1)
| №  | Дата            | Турнир              | Покрытие | Партнёр         | Соперники в финале                | Счёт    |
| 1. | 12 августа 2012 | Пособланко, Испания | Хард     | Максим Тейшейра | Константин Кравчук Денис Молчанов | 3-6 3-6 |

## История выступлений на турнирах
По состоянию на 20 февраля 2025 года
Для того, чтобы предотвратить неразбериху и удваивание счета, информация в этой таблице корректируется только по окончании турнира или по окончании участия там данного игрока.
| Турнир                       | 2007  | 2008  | 2009  | 2010  | 2011  | 2012  | 2013  | 2014  | 2015  | 2016  | 2017  | 2018  | 2019  | 2020          | 2021          | 2022          | 2023  | 2024  | 2024  | Итог   | В/П за карьеру |
| ---------------------------- | ----- | ----- | ----- | ----- | ----- | ----- | ----- | ----- | ----- | ----- | ----- | ----- | ----- | ------------- | ------------- | ------------- | ----- | ----- | ----- | ------ | -------------- |
| Турниры Большого шлема       |       |       |       |       |       |       |       |       |       |       |       |       |       |               |               |               |       |       |       |        |                |
| Открытый чемпионат Австралии | -     | -     | 1Р    | -     | 2Р    | 1Р    | 1Р    | 2Р    | 2Р    | 1Р    | 1Р    | 3Р    | 1Р    | 1Р            | 3Р            | 4Р            | 2Р    | 4Р    | 1Р    | 0 / 16 | 14-16          |
| Открытый чемпионат Франции   | К1    | 1Р    | 1Р    | К3    | 1Р    | 1Р    | 1Р    | 2Р    | 1Р    | 2Р    | 1Р    | 1Р    | 2Р    | 1Р            | 1Р            | 1Р            | 1Р    | 1Р    |       | 0 / 16 | 3-16           |
| Уимблдонский турнир          | -     | К1    | 1Р    | К3    | 2Р    | К1    | 4Р    | 2Р    | 2Р    | 2Р    | 4Р    | 4Р    | 1Р    | НП            | 1Р            | 2Р            | 2Р    | 1Р    |       | 0 / 13 | 15-13          |
| Открытый чемпионат США       | -     | К2    | К2    | 2Р    | 1Р    | К3    | 3Р    | 3Р    | 2Р    | 1Р    | 3Р    | 1Р    | 1Р    | 3Р            | 2Р            | 1Р            | 3Р    | 2Р    |       | 0 / 14 | 14-14          |
| Итог                         | 0 / 0 | 0 / 1 | 0 / 3 | 0 / 1 | 0 / 4 | 0 / 2 | 0 / 4 | 0 / 4 | 0 / 4 | 0 / 4 | 0 / 4 | 0 / 4 | 0 / 4 | 0 / 3         | 0 / 4         | 0 / 4         | 0 / 4 | 0 / 4 | 0 / 1 | 0 / 59 |                |
| В/П в сезоне                 | 0-0   | 0-1   | 0-3   | 1-1   | 2-4   | 0-2   | 5-4   | 5-4   | 3-4   | 2-4   | 5-4   | 5-4   | 1-4   | 2-3           | 3-4           | 4-4           | 4-4   | 4-4   | 0-1   |        | 46-59          |
| Турниры Мастерс              |       |       |       |       |       |       |       |       |       |       |       |       |       |               |               |               |       |       |       |        |                |
| Индиан-Уэлс                  | -     | -     | -     | -     | 1Р    | -     | -     | 1Р    | 4Р    | 3Р    | 2Р    | 3Р    | 2Р    | НП            | 1Р            | 1Р            | 3Р    | 3Р    |       | 0 / 11 | 11-11          |
| Майами                       | -     | -     | -     | -     | 1Р    | -     | -     | 2Р    | 4Р    | 3Р    | 4Р    | 2Р    | 2Р    | НП            | 3Р            | 1Р            | 4Р    | 2Р    |       | 0 / 11 | 13-11          |
| Монте-Карло                  | -     | -     | -     | -     | -     | -     | -     | -     | 1Р    | 1Р    | 3Р    | 1Р    | 1Р    | НП            | 1Р            | К1            | К1    | -     |       | 0 / 6  | 2-6            |
| Мадрид                       | -     | -     | -     | -     | 2Р    | -     | -     | К1    | 1Р    | К1    | 1Р    | 1Р    | 2Р    | НП            | 1Р            | К1            | 1Р    | 2Р    |       | 0 / 8  | 2-8            |
| Рим                          | -     | -     | К1    | -     | 1Р    | -     | К1    | К2    | 1Р    | -     | 1Р    | 1Р    | -     | 1Р            | 1Р            | К1            | 1Р    | 2Р    |       | 0 / 8  | 0-8            |
| Монреаль/Торонто             | -     | -     | -     | -     | 1Р    | -     | К2    | -     | 1Р    | -     | 1/4   | 1Р    | 3Р    | НП            | -             | 2Р            | 1Р    | 1Р    |       | 0 / 8  | 6-8            |
| Цинциннати                   | -     | -     | К2    | -     | К2    | -     | 1Р    | К2    | 1Р    | 1Р    | 3Р    | 2Р    | 3Р    | 1Р            | -             | К1            | 1/4   | 1Р    |       | 0 / 9  | 8-9            |
| Шанхай                       | НП    | НП    | -     | -     | -     | -     | -     | -     | 1Р    | К1    | 1Р    | 1Р    | К1    | Не проводился | Не проводился | Не проводился | 3Р    | 1Р    |       | 0 / 5  | 1-5            |
| Париж                        | -     | 1Р    | -     | -     | 2Р    | -     | 1Р    | 2Р    | 1Р    | 1Р    | 2Р    | 2Р    | 2Р    | 3Р            | 2Р            | 1Р            | 1Р    | 3Р    |       | 0 / 14 | 10-14          |
| Статистика за карьеру        |       |       |       |       |       |       |       |       |       |       |       |       |       |               |               |               |       |       |       |        |                |
| Проведено финалов            | 0     | 0     | 0     | 0     | 0     | 0     | 0     | 0     | 2     | 0     | 2     | 2     | 3     | 1             | 0             | 1             | 4     | 0     | 0     |        | 15             |
| Выиграно турниров АТП        | 0     | 0     | 0     | 0     | 0     | 0     | 0     | 0     | 0     | 0     | 0     | 0     | 1     | 0             | 0             | 1             | 3     | 0     | 0     |        | 5              |
| В/П: всего                   | 0-0   | 3-3   | 0-4   | 2-4   | 17-23 | 1-7   | 10-15 | 16-23 | 28-29 | 26-28 | 33-27 | 26-30 | 27-26 | 14-17         | 14-26         | 28-26         | 43-24 | 15-31 | 0-4   |        | 303-347        |
| Σ % побед                    | -     | 50 %  | 0 %   | 33 %  | 43 %  | 13 %  | 40 %  | 41 %  | 49 %  | 48 %  | 55 %  | 46 %  | 51 %  | 45 %          | 35 %          | 52 %          | 64 %  | 33 %  | 0 %   |        | 46,6 %         |

К — проигрыш в квалификационном турнире.

## Победы над теннисистами из топ-10
По состоянию на 31 октября 2024 года
| Сезон | 2015 | 2016 | 2017 | 2018 | 2019 | 2020 | 2021 | 2022 | 2023 | 2024 | Всего |
| Побед | 1    | 0    | 3    | 0    | 1    | 0    | 2    | 0    | 3    | 0    | 10    |

| №    | Игрок              | Рейтинг | Турнир                  | Покрытие   | Этап       | Счёт             | Рейтинг Маннарино |
| 2015 | 2015               | 2015    | 2015                    | 2015       | 2015       | 2015             | 2015              |
| ---- | ------------------ | ------- | ----------------------- | ---------- | ---------- | ---------------- | ----------------- |
| 1.   | Стэн Вавринка      | 8       | Майами, США             | Хард       | 3-й раунд  | 7-6(4), 7-6(5)   | 32                |
| 2017 |                    |         |                         |            |            |                  |                   |
| 2.   | Жо-Вильфрид Тсонга | 10      | Монте-Карло, Монако     | Грунт      | 2-й раунд  | 6-7(3), 6-2, 6-3 | 56                |
| 3.   | Милош Раонич       | 10      | Монреаль, Канада        | Хард       | 2-й раунд  | 6-4, 6-4         | 42                |
| 4.   | Марин Чилич        | 5       | Токио, Япония           | Хард       | 1/2 финала | 6-7(5), 6-4, 6-0 | 31                |
| 2019 |                    |         |                         |            |            |                  |                   |
| 5.   | Стефанос Циципас   | 7       | Чжухай, Китай           | Хард       | 2-й раунд  | 3-6, 7-5 — отказ | 61                |
| 2021 |                    |         |                         |            |            |                  |                   |
| 6.   | Доминик Тим        | 5       | Санта-Понса, Испания    | Трава      | 2-й раунд  | 2-5 — отказ      | 42                |
| 7.   | Андрей Рублёв      | 6       | Москва, Россия          | Хард (зал) | 2-й раунд  | 5-7, 7-6(4), 6-3 | 51                |
| 2023 |                    |         |                         |            |            |                  |                   |
| 8.   | Хуберт Хуркач      | 9       | Майами, США             | Хард       | 3-й раунд  | 7-6(5), 7-6(0)   | 62                |
| 9.   | Даниил Медведев    | 3       | Хертогенбос, Нидерланды | Трава      | 2-й раунд  | 4-6, 6-4, 6-2    | 52                |
| 10.  | Тейлор Фриц        | 8       | Лондон, Великобритания  | Трава      | 2-й раунд  | 6-4, 7-6(7)      | 46                |